# Attulus
Attulus Simon, 1889 è un genere di ragni appartenente alla famiglia Salticidae.

## Etimologia
Il nome è un diminutivo dell'ex-genere Attus, che un tempo comprendeva la gran parte dei salticidi conosciuti.

## Distribuzione
L'unica specie oggi nota di questo genere è stata rinvenuta in Europa, principalmente sulle coste sabbiose atlantiche di Spagna, Portogallo e Francia.

## Tassonomia
Alcuni autori sarebbero propensi a ritenere anche questa specie appartenente a Sitticus Simon, 1901, ma non vi è accordo su ciò.
A dicembre 2010, si compone di 1 specie:
- Attulus helveolus (Simon, 1871)[2] — Europa

### Specie trasferite
I generi Attulus, Sitticus Simon, 1901 e Yllenus Simon, 1868, hanno varie caratteristiche in comune, non sempre accuratamente determinabili, la qual cosa comporta un continuo rimescolamento di attribuzione delle specie a questo o a quel genere, come testimoniano queste 15 specie prima ascritte qui e trasferite altrove in seguito a vari studi, principalmente dell'aracnologo Prószynski:
- Attulus albifrons (Lucas, 1846); trasferita al genere Yllenus.
- Attulus auriceps Denis, 1966; trasferita al genere Yllenus.
- Attulus auspex (O. P.-Cambridge, 1885); trasferita al genere Yllenus.
- Attulus avocator (O. P.-Cambridge, 1885); trasferita al genere Sitticus.
- Attulus histrio (Simon, 1875); trasferita al genere Sitticus.
- Attulus illibatus (Simon, 1868); trasferita al genere Sitticus.
- Attulus inaequalipes (Simon, 1868); trasferita al genere Sitticus.
- Attulus niveosignatus (Simon, 1880); trasferita al genere Sitticus.
- Attulus ruficarpus (Simon, 1884); trasferita al genere Sitticus.
- Attulus saliens (O. P.-Cambridge, 1876); trasferita al genere Yllenus.
- Attulus salsicola Simon, 1937; trasferita al genere Yllenus.
- Attulus saltator (O. P.-Cambridge, 1868); trasferita al genere Sitticus.
- Attulus squamifer (Simon, 1881); trasferita al genere Yllenus.
- Attulus tschoni Caporiacco, 1936; trasferita al genere Yllenus.
- Attulus validus Simon, 1889; trasferita al genere Yllenus.

### Nomen dubium
- Attulus pusio (Simon, 1871); descritto originariamente nell'ex-genere Attus, con il nome provvisorio di Attus pulex Simon, 1868; consta di un solo esemplare femminile reperito in Spagna o Portogallo, trasferito in Attulus dallo stesso Simon nel 1901. Un lavoro degli aracnologi Logunov & Marusik del 2003 le ha conferito l'attuale stato di nomen dubium[1].